# Karla Pillajo
	Karla Yadira Pillajo Rodríguez (c. 1965) es una artista y activista LGBT ecuatoriana. Es parte del grupo de danza folclórica Warmishina Ñuca Trans, además de la presidenta de la organización Crysalis círculo transgénero, que obtuvo su personería jurídica en junio de 2023. Fue también una de las activistas que participó de la lucha para lograr la despenalización de la homosexualidad en Ecuador, que se consiguió en 1997.
En reconocimiento a su activismo en favor de los derechos de las poblaciones LGBT, en 2022 obtuvo el Premio Patricio Brabomalo, otorgado por el Municipio de Quito. A propósito del reconocimiento, el alcalde Jorge Yunda afirmó que era «importante que la ciudadanía, las autoridades seccionales y nacionales, trabajemos para lograr una sociedad más inclusiva, más tolerante y más equitativa».
En 2023, fue elegida miembro principal del Consejo Consultivo LGBTI+ del Consejo Nacional para la Igualdad de Género, para el periodo de 2023 a 2025.